# Aserbaidschanischer Fußballpokal 2024/25
Der Aserbaidschanischer Fußballpokal 2024/25 war die 33. Austragung des Pokalwettbewerbs im Fußball in Aserbaidschan. Der Pokalsieger nimmt an der Qualifikation zur UEFA Conference League teil.

## Modus
In den ersten drei Runden und im Finale wurden die Begegnungen in einem Spiel entschieden. Bei unentschiedenem Ausgang wurde das Spiel verlängert und gegebenenfalls durch Elfmeterschießen entschieden. Im Viertel- und Halbfinale wurden die Sieger in Hin- und Rückspiel ermittelt. Bei Torgleichstand in beiden Spielen wurde das Rückspiel verlängert und ggf. ein Elfmeterschießen zur Entscheidung ausgetragen.

## Teilnehmer
| Premyer Liqası (10) | Birinci Divizionu (10) | İkinci Divizionu (14)                                                                          | İkinci Divizionu (14)                                                                         |
| --- | --- | ---------------------------------------------------------------------------------------------- | --------------------------------------------------------------------------------------------- |
| - Araz-Naxçıvan PFK - PFK Kəpəz - Neftçi Baku PFK - FK Qarabağ Ağdam - Sabah FK - Şamaxı FK - Səbail FK - Sumqayıt PFK - PFK Turan Tovuz - Zirə FK | - Baku Sportinq FK - Cəbrayıl FK - Difai Ağsu - İmişli FK - FK Karvan Yevlax - Mingəçevir FK - MOİK Baku PFK - FK Qəbələ - Qaradağ Lökbatan FK - Zaqatala PFK | - Ağdaş FK - Araz Saatlı FK - FK Dinamo Baku - FK Füzuli - FK Göygöl - Hypers FK - FK Kür-Araz | - FK Lerik - FK Qusar - FK Şahdağ Qusar - Şəki Siti FK - FK Şəmkir - FK Shafa Baku - Şimal FK |

## 1. Runde
In dieser Runde nahmen 14 Drittligisten teil.
| Datum      |                 | Ergebnis |                |
| ---------- | --------------- | -------- | -------------- |
| 12.10.2024 | FK Şahdağ Qusar | 3:1      | FK Kür-Araz    |
| 12.10.2024 | FK Shafa Baku   | 2:0      | Araz Saatlı FK |
| 13.10.2024 | Şimal FK        | 4:1      | FK Qusar       |
| 13.10.2024 | FK Lerik        | 0:4      | Ağdaş FK       |
| 13.10.2024 | Şəki Siti FK    | 0:1      | FK Şəmkir      |
| 13.10.2024 | FK Göygöl       | 2:3      | Hypers FK      |
| 14.10.2024 | FK Dinamo Baku  | 4:0      | FK Füzuli      |

## 2. Runde
Teilnehmer: Die sieben Sieger der 1. Runde, alle zehn Zweitligisten und fünf Erstligisten.
| Datum      |                          | Ergebnis  |                       |
| ---------- | ------------------------ | --------- | --------------------- |
| 28.10.2024 | PFK Turan Tovuz (I)      | 7:2       | Hypers FK (III)       |
| 29.10.2024 | MOİK Baku PFK (II)       | 3:1       | Şimal FK (III)        |
| 29.10.2024 | Ağdaş FK (III)           | 0:6       | PFK Kəpəz (I)         |
| 29.10.2024 | FK Şahdağ Qusar (III)    | 0:4       | Araz-Naxçıvan PFK (I) |
| 29.10.2024 | FK Dinamo Baku (III)     | 0:6       | Səbail FK (I)         |
| 30.10.2024 | Mingəçevir FK (II)       | 1:0       | Zaqatala PFK (II)     |
| 30.10.2024 | Şamaxı FK (I)            | 6:1       | FK Şəmkir (III)       |
| 30.10.2024 | Qaradağ Lökbatan FK (II) | 3:0       | FK Karvan Yevlax (II) |
| 30.10.2024 | FK Shafa Baku (III)      | 2:3 n. V. | Difai Ağsu (II)       |
| 31.10.2024 | İmişli FK (II)           | 5:1       | Cəbrayıl FK (II)      |
| 31.10.2024 | FK Qəbələ (II)           | 4:0       | Baku Sportinq FK (II) |

## Achtelfinale
Teilnehmer: Die elf Sieger der 2. Runde und die besten fünf Erstligisten der Saison 2023/24.
| Datum      |                          | Ergebnis              |                      |
| ---------- | ------------------------ | --------------------- | -------------------- |
| 03.12.2024 | Qaradağ Lökbatan FK (II) | 0:2                   | Səbail FK (I)        |
| 03.12.2024 | Araz-Naxçıvan PFK (I)    | 3:1                   | Mingəçevir FK (II)   |
| 03.12.2024 | PFK Turan Tovuz (I)      | 2:2 n. V. (1:3 i. E.) | Sabah FK (I)         |
| 04.12.2024 | FK Qəbələ (II)           | 0:2                   | FK Qarabağ Ağdam (I) |
| 04.12.2024 | PFK Kəpəz (I)            | 1:0                   | İmişli FK (II)       |
| 04.12.2024 | Neftçi Baku PFK (I)      | 6:0                   | Difai Ağsu (II)      |
| 04.12.2024 | Sumqayıt PFK (I)         | 3:1 n. V.             | MOİK Baku PFK (II)   |
| 04.12.2024 | Zirə FK (I)              | 3:1                   | Şamaxı FK (I)        |

## Viertelfinale
| Datum             |                       | Gesamt |                      | Hinspiel | Rückspiel |
| ----------------- | --------------------- | ------ | -------------------- | -------- | --------- |
| 05.02./27.02.2025 | Sabah FK (I)          | 4:0    | Sumqayıt PFK (I)     | 0:0      | 4:0       |
| 05.02./28.02.2025 | PFK Kəpəz (I)         | 0:3    | Neftçi Baku PFK (I)  | 0:2      | 0:1       |
| 06.02./27.02.2025 | Səbail FK (I)         | 1:4    | FK Qarabağ Ağdam (I) | 0:1      | 1:3       |
| 06.02./28.02.2025 | Araz-Naxçıvan PFK (I) | 3:0    | Zirə FK (I)          | 1:0      | 2:0       |

## Halbfinale
| Datum             |                       | Gesamt |                      | Hinspiel | Rückspiel |
| ----------------- | --------------------- | ------ | -------------------- | -------- | --------- |
| 02.04./23.04.2025 | Neftçi Baku PFK (I)   | 2:3    | Sabah FK (I)         | 1:2      | 1:1       |
| 02.04./23.04.2025 | Araz-Naxçıvan PFK (I) | 1:3    | FK Qarabağ Ağdam (I) | 1:0      | 0:3       |

## Finale
| Paarung                 | FK Qarabağ Ağdam – Sabah FK |
| Ergebnis                | 2:3 n. V. (2:2, 1:1) |
| Datum                   | 31. Mai 2025 um 17:00 Uhr |
| Stadion                 | Mehdi-Hüseynzadə-Stadion, Sumqayıt |
| Zuschauer               | 7.513 |
| Schiedsrichter          | Ingilab Mammadov |
| Schiedsrichterassistent | Namiq Hüseynov und Rahil Ramazanov |
| Vierter Offizieller     | Rasad Ahmadov |
| Tore                    | 0:1 Pavol Šafranko (36., Foulelfmeter) 1:1 Kadi Borqes (45.+1') 2:1 Con İrazsabal (67., Eigentor) 2:2 Kahim Parris (90.+7') 2:3 Tellur Mütəllimov (119.) |
| FK Qarabağ Ağdam        | Mateusz Kochalski – Toral Bayramov, Matheus Silva, Bəhlul Mustafazadə, Elvin Cəfərquliyev (82. Marko Vešović) – Kadi Borqes, Marko Janković (114. Oleksij Kaschtschuk), Yassine Benzia (90.+2' Patrick Andrade) – Leonardo Andrade (82. Musa Qurbanlı), Nariman Akhundzade, Abdellah Zoubir (114. Emmanuel Addai) Cheftrainer: Qurban Qurbanov |
| Sabah FK                | Stas Pokatilow – Tellur Mütəllimov, Ygor Nogueira, Con İrazsabal, Rəhman Daşdəmirov – Ajas Gulijew (74. Namiq Ələsgərov), Ivan Lepinjica (88. Joy-Lance Mickels), Anatoliy Nurijew (74. Abdullah Xaybulayev) – Xəyal Əliyev, Pavol Šafranko , Jesse Sekidika (65. Kaheem Parris) Cheftrainer: Wassili Beresuzki ( Russland)                    |
| Gelbe Karten            | Kady Borqes (100.), Yassine Benzia (120.), Bəhlul Mustafazadə (120.+2') – Ivan Lepinjica (28.), Tellur Mütəllimov (90.), Pavol Šafranko (109.), Namiq Ələsgərov (110.), Stas Pokatilow (120.+2') |
| Platzverweise           | Yassine Benzia (120.+2' Tätlichkeit) – keine |
| Besonderheiten          | Pokalitow hält Foulelfmeter von Bayramow (43.), Kochalski hält Foulelfmeter von Šafranko (57.) |